# Leichtathletik-Weltmeisterschaften 2015/Teilnehmer (Äthiopien)
| Gelbes Symbol für Goldmedaillen mit stilisierten Olympischen Ringen | Graues Symbol für Silbermedaillen mit stilisierten Olympischen Ringen | Braundes Symbol für Bronzemedaillen mit stilisierten Olympischen Ringen |
| ------------------------------------------------------------------- | --------------------------------------------------------------------- | ----------------------------------------------------------------------- |
| 3                                                                   | 3                                                                     | 2                                                                       |

Der Leichtathletikverband Äthiopiens nominierte 41 Athleten für die Leichtathletik-Weltmeisterschaften 2015 in der chinesischen Hauptstadt Peking.

## Medaillen
Mit drei gewonnenen Gold-, drei Silber- und zwei Bronzemedaillen belegte das äthiopische Team Rang 5 im Medaillenspiegel.

### Medaillengewinner
| Gold - Genzebe Dibaba: 1500 m - Almaz Ayana: 5000 m - Mare Dibaba: Marathon | Silber - Senbere Teferi: 5000 m - Gelete Burka: 10.000 m - Yemane Tsegay: Marathon | Bronze - Hagos Gebrhiwet: 5000 m - Genzebe Dibaba: 5000 m |

## Ergebnisse

### Männer

#### Laufdisziplinen
| Athlet               | Disziplin        | Vorlauf      | Vorlauf | Halbfinale         | Halbfinale         | Finale                  | Finale                  |
| Athlet               | Disziplin        | Zeit         | Platz   | Zeit               | Platz              | Zeit                    | Platz                   |
| -------------------- | ---------------- | ------------ | ------- | ------------------ | ------------------ | ----------------------- | ----------------------- |
| Mohammed Aman        | 800 m            | 1:47,87 min  | 22      | disqualifiziert    | disqualifiziert    | -                       | -                       |
| Jena Umar            | 800 m            | 1:47,03 min  | 15      | 1:48,68 min        | 20                 | nicht qualifiziert      | nicht qualifiziert      |
| Mekonnen Gebremedhin | 1500 m           | 3:38,66 min  | 8       | 3:44,31 min        | 18                 | nicht qualifiziert      | nicht qualifiziert      |
| Dawit Wolde          | 1500 m           | 3:44,90 min  | 35      | nicht qualifiziert | nicht qualifiziert | nicht qualifiziert      | nicht qualifiziert      |
| Aman Wote            | 1500 m           | 3:39,05 min  | 12      | 3:35,97 min        | 7                  | Wettkampf nicht beendet | Wettkampf nicht beendet |
| Dejen Gebremeskel    | 5000 m           | Reserve      | Reserve | Reserve            | Reserve            | Reserve                 | Reserve                 |
| Hagos Gebrhiwet      | 5000 m           | 13:45,00 min | 16      |                    |                    | 13:51,86 min            | Bronze                  |
| Yomif Kejelcha       | 5000 m           | 13:19,38 min | 1       |                    |                    | 13:52,43 min            | 4                       |
| Imane Merga          | 5000 m           | 13:45,41 min | 20      |                    |                    | 14:01,60 min            | 13                      |
| Imane Merga          | 10.000 m         |              |         |                    |                    | Wettkampf nicht beendet | Wettkampf nicht beendet |
| Muktar Edris         | 10.000 m         |              |         |                    |                    | 27:54,47 min            | 10                      |
| Mosinet Geremew      | 10.000 m         |              |         |                    |                    | 28:07,50 min            | 11                      |
| Adunga Takele        | 10.000 m         |              |         |                    |                    | Reserve                 | Reserve                 |
| Lelisa Desisa        | Marathon         |              |         |                    |                    | 2:14:54 h               | 7                       |
| Lemi Berhanu         | Marathon         |              |         |                    |                    | 2:17:37 h               | 15                      |
| Endeshaw Negesse     | Marathon         |              |         |                    |                    | Reserve                 | Reserve                 |
| Yemane Tsegay        | Marathon         |              |         |                    |                    | 2:13:08 h               | Silber                  |
| Hailemariyam Amare   | 3000 m Hindernis | 8:25,36 min  | 6       |                    |                    | 8:26,19 min             | 12                      |
| Chala Beyo           | 3000 m Hindernis | Reserve      | Reserve | Reserve            | Reserve            | Reserve                 | Reserve                 |
| Tolosa Nurgi         | 3000 m Hindernis | 8:27,65 min  | 10      |                    |                    | 8:44,81 min             | 15                      |
| Tafese Seboka        | 3000 m Hindernis | 8:47,73 min  | 24      |                    |                    | nicht qualifiziert      | nicht qualifiziert      |

### Frauen

#### Laufdisziplinen
| Athletin           | Disziplin        | Vorlauf      | Vorlauf | Halbfinale         | Halbfinale         | Finale             | Finale             |
| Athletin           | Disziplin        | Zeit         | Platz   | Zeit               | Platz              | Zeit               | Platz              |
| ------------------ | ---------------- | ------------ | ------- | ------------------ | ------------------ | ------------------ | ------------------ |
| Habitam Alemu      | 800 m            | 2:03,19 min  | 38      | nicht qualifiziert | nicht qualifiziert | nicht qualifiziert | nicht qualifiziert |
| Genzebe Dibaba     | 1500 m           | 4:02,59 min  | 1       | 4:06,74 min        | 1                  | 4:08,09 min        | Gold               |
| Genzebe Dibaba     | 5000 m           | 15:20,82 min | 4       |                    |                    | 14:44,14 min       | Bronze             |
| Axumawit Embaye    | 1500 m           | Reserve      | Reserve | Reserve            | Reserve            | Reserve            | Reserve            |
| Besu Sado          | 1500 m           | 4:05,39 min  | 4       | 4:17,17 min        | 18                 | nicht qualifiziert | nicht qualifiziert |
| Dawit Seyaum       | 1500 m           | 4:09,64 min  | 23      | 4:15,46 min        | 13                 | 4:10,26 min        | 4                  |
| Almaz Ayana        | 5000 m           | 15:09,40 min | 1       |                    |                    | 14:26,83 min       | Gold               |
| Meseret Defar      | 5000 m           | Reserve      | Reserve | Reserve            | Reserve            | Reserve            | Reserve            |
| Gotytom Gebreslase | 5000 m           | Reserve      | Reserve | Reserve            | Reserve            | Reserve            | Reserve            |
| Senbere Teferi     | 5000 m           | 15:14,57 min | 2       |                    |                    | 14:44,08 min       | Silber             |
| Gelete Burka       | 10.000 m         |              |         |                    |                    | 31:41,77 min       | Silber             |
| Mamitu Daska       | 10.000 m         |              |         |                    |                    | Reserve            | Reserve            |
| Alemitu Heroye     | 10.000 m         |              |         |                    |                    | 31:49,73 min       | 7                  |
| Belaynesh Oljira   | 10.000 m         |              |         |                    |                    | 31:53,01 min       | 9                  |
| Mare Dibaba        | Marathon         |              |         |                    |                    | 2:27:35 h          | Gold               |
| Berhane Dibaba     | Marathon         |              |         |                    |                    | Reserve            | Reserve            |
| Tirfi Tsegaye      | Marathon         |              |         |                    |                    | 2:30:54 h          | 8                  |
| Tigist Tufa        | Marathon         |              |         |                    |                    | 2:29:12 h          | 6                  |
| Sofia Assefa       | 3000 m Hindernis | 9:26,47 min  | 6       |                    |                    | 9:20,01 min        | 4                  |
| Hiwot Ayalew       | 3000 m Hindernis | 9:25,55 min  | 3       |                    |                    | 9:24,27 min        | 6                  |
| Etenesh Diro       | 3000 m Hindernis | 9:31,97 min  | 17      |                    |                    | nicht qualifiziert | nicht qualifiziert |
| Birtukan Fente     | 3000 m Hindernis | 9:39,77 min  | 24      |                    |                    | nicht qualifiziert | nicht qualifiziert |